# Victor Mohr

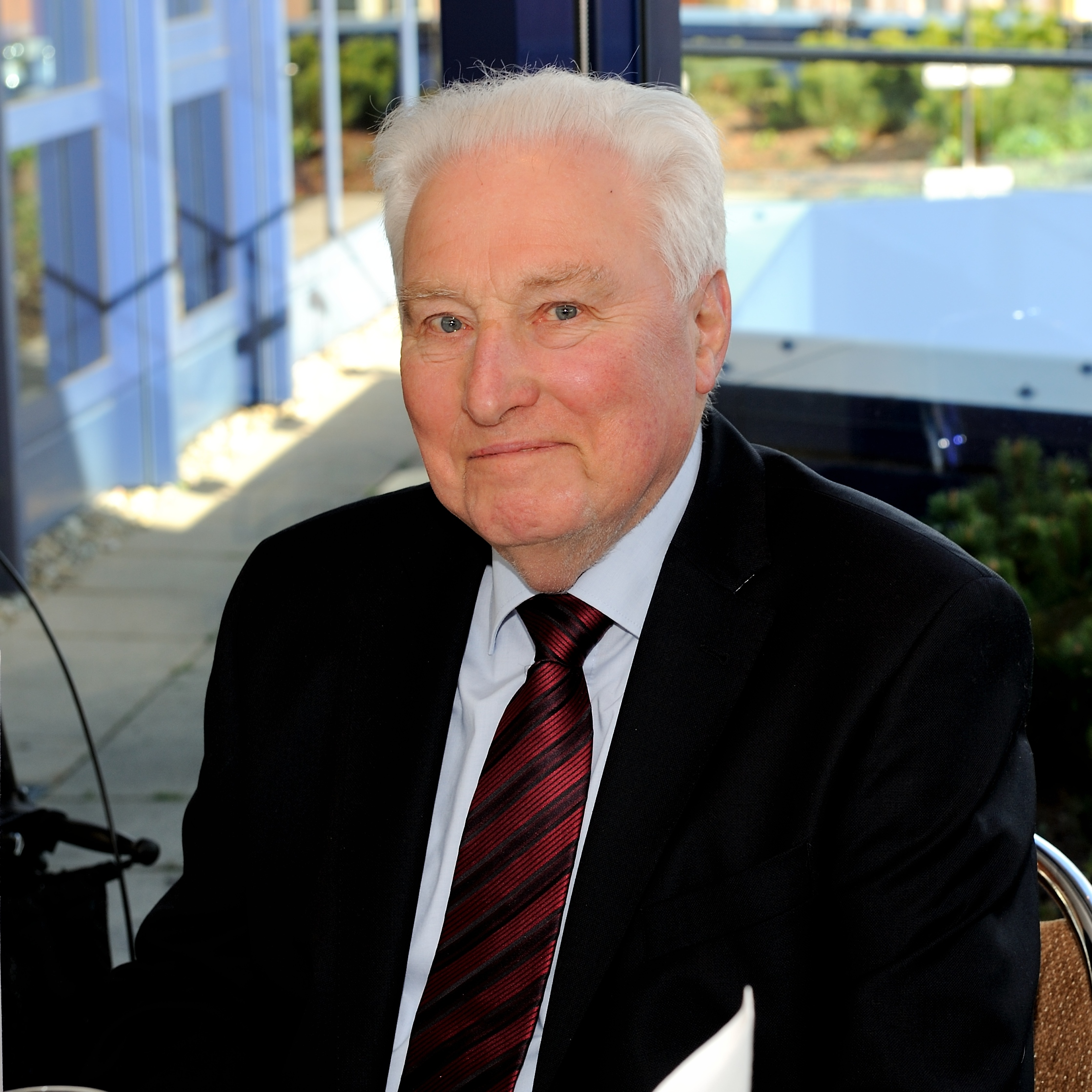
Victor Mohr, 2013

Victor Mohr (* 5. November 1925 in Pforzheim; † 4. August 2016 in Kirchzarten) war ein deutscher Jurist und  Generalsekretär des Raphaelswerkes (1976 bis 1990).

## Leben und Wirken
Mohr besuchte das Reuchlin-Gymnasium in Pforzheim.
In dieser Zeit engagierte er sich aktiv in den von Nazis misstrauisch verfolgten kath. Jugendgruppen. Der damalige Kaplan Habich organisierte im Geheimen Schülergruppen in Anlehnung an den verbotenen ND (Neu Deutschland)  und klärte sie im antinazistischen Sinne auf. Kaplan Habich wurde daraufhin verhaftet und  überlebte im KZ Diese Erlebnisse prägten den jungen Victor Mohr für die Folgezeit wesentlich. Auch Fred Joseph, der sich als Halbjude in dieser Jugendarbeit engagierte und dann im KZ umkam, zählte zu seinen Freunden.
Mit dieser grundlegenden Prägung scharte Mohr nach dem Krieg die verbliebenen Freunde um sich und suchte einen Neuanfang. Es bildete sich eine Gruppe, die intensiv auf politischen, sozialen, religiösen, gesellschaftlichen, geisteswissenschaftlichen Gebieten nach neuen Grundlagen suchte. Die erste Bundestagswahl 1949 war dann der Anfang einer lockeren Vereinigung, die sich später „Montagskreis“ nannte und von Mohr bis zu seinem Weggang aus Pforzheim geführt und inspiriert wurde.
Nach dem Abitur musste er ab April 1943 Kriegsdienst leisten und geriet in Kriegsgefangenschaft. Von 1947 bis 1952 studierte er an der Universität Freiburg i.Br. Rechtswissenschaft. 1954 promovierte er mit einer Arbeit über die Jugendkriminalität der Nachkriegszeit an der Universität Mainz. Von 1955 bis 1972 war er als Personalleiter in Industrieunternehmen tätig. Im September 1956 heiratete er seine Frau Barbara. Aus der Ehe gingen 5 Kinder hervor. Seit 1973 wirkte er im Generalsekretariat des Raphaelswerkes und wurde 1976 als Nachfolger des Pallottinerpaters Friedrich Fröhling Generalsekretär. Diese Aufgabe nahm er bis 1990 wahr.
In diesen Jahrzehnten hatte sich Mohr intensiv für Auswanderer und Auswanderungswillige eingesetzt. Zu ihrer Beratung hatte er sich für die Errichtung der zahlreichen Beratungsstellen des Raphaelswerkes in den Caritasverbänden eingesetzt und Fortbildungsseminare für Berater organisiert. Die reflexive Beratungspraxis mit fachlicher Information war für Victor Mohr ein Anliegen, und er sprach ihr eine diakonische und pastorale Dimension zu. Er stellte die Migrationsarbeit in den Kontext einer mobilen offenen Gesellschaft. Im Namen des Raphaelswerkes hatte er während seiner Tätigkeit als Generalsekretär das Jahrbuch des Raphaelswerkes herausgegeben, das im Dienst am „Menschen unterwegs“ stand und der Information und dem Kontakt mit Auswanderern und Umsiedlern, Flüchtlingen und Verfolgten, Auslandstätigen und Entwicklungshelfern diente.
Aufgrund seines kirchlichen und caritativen Engagements wurde Mohr mehrere Jahre Mitglied des Zentralkomitees der deutschen Katholiken. Er arbeitete wegweisend mit in der Kommission 7 „sozial-caritativer Dienst“ (soziale Arbeit). Auch nach seinem offiziellen Ausscheiden aus dem caritativen Dienst blieb er weiter sozial in Gesellschaft und Kirche engagiert.
So war er 1996–1998 als Regionalleiter in der Region Südbaden der Gemeinschaft katholischer Männer und Frauen aktiv.

## Publikationen (Auswahl)
- Die große Wanderung. In: St.Raphaelskalender 1975, S. 10–12.
- Heirat mit einem Ausländer. In: St. Raphaelskalender 1975, S. 18–32.
- Menschen unterwegs. Völkerrecht und Politik. In: Fragen des Unterwegsseins. Raphaels-Werk Jahrbuch 1980. Hamburg 1980, S. 42–46.
- Heimgekehrt zu Gott. In: Raphaels-Werk Jahrbuch 1985. Hamburg 1985. S. 46–49.
- Fremde können Freunde werden. In: Begegnen und Helfen. 71. Jg. (1988), H. 2, S. 5–7.
- Die Geschichte des Raphaels-Werkes. Ein Beispiel für die Sorge um den Menschen unterwegs. In: Zeitschrift für Kulturaustausch. 39. Jg. (1989), S. 354–362.
- zusammen mit Heinrich Schenk: Das Erbe Cahenslys. Festvortrag zum 150. Geburtstag Peter Paul Cahenslys. Hildesheim: Bernward Verlag 1989. ISBN 3-87065-532-1
- Barmherzigkeit. Misericordia perficit societatem. In: Lebendige Seelsorge. 53. Jg. (1998). S. 66–74.